# فورد بریتانیا
فورد بریتانیا (انگلیسی: Ford of Britain) شرکت خودروسازی بریتانیایی است، که زیرمجموعه‌ای از شرکت فورد اروپا می‌باشد که خود شرکت تابعه‌ای از فورد بشمار می‌آید. فورد بریتانیا هم‌اکنون مدل‌هایی چون: فورد فوکوس، فورد فیستا، فورد فلکس، فورد ترانسیت، فورد اکواسپورت و فورد موندئو را تولید می‌کند.
شرکت فورد بریتانیا در سال ۱۹۰۹ توسط هنری فورد راه‌اندازی شد و در حال حاضر دارای ۳ کارخانه تولید خودرو در ترافورد پارک، منچستر و کورک، ایرلند و داگنهام، در شرق لندن می‌باشد. دفتر مرکزی این شرکت در شهر برنتوود، اسکس، بریتانیا قرار دارد.